# Herophydrus sjostedti
Herophydrus sjostedti is een keversoort uit de familie waterroofkevers (Dytiscidae). De wetenschappelijke naam van de soort is voor het eerst geldig gepubliceerd in 1908 door Régimbart.